# اولیور جیمز
اولیور جیمز (به انگلیسی: Oliver James) (با نام اصلی اولیور جیمز هادسون، زاده ۱ ژوئن ۱۹۸۰) نوازنده، خواننده، ترانه‌سرا و بازیگر انگلیسی است. او بیشتر به خاطر ایفای نقش در فیلم‌های آمریکایی چیزی که یک دختر می‌خواهد و صدایت را بلند کن شناخته می‌شود.

## فیلم‌شناسی
- ۲۰۱۱ - رودکیل در نقش ریان
- ۲۰۰۹ - بدون دست و پا زدن: تماس با طبیعت در نقش بن
- ۲۰۰۶/۲۰۰۷ - پروژه بیگناهی در نقش نیک بنیتز
- ۲۰۰۴ - صدایت را بلند کن در نقش جی کورگان
- ۲۰۰۳ - چیزی که یک دختر می‌خواهد در نقش والاس
- ۲۰۰۳ - بازی بعدازظهر در نقش دیو
- ۲۰۰۲ - خارج از مدرسه در نقش دین